# Pseudarctia nivea
Pseudarctia nivea är en fjärilsart som beskrevs av Bethune-Baker 1911. Pseudarctia nivea ingår i släktet Pseudarctia och familjen björnspinnare. Inga underarter finns listade i Catalogue of Life.